# Březejc
Březejc är en ort i Tjeckien.   Den ligger i regionen Vysočina, i den centrala delen av landet, 150 km sydost om huvudstaden Prag. Březejc ligger 597 meter över havet och antalet invånare är 129.
Terrängen runt Březejc är huvudsakligen platt. Březejc ligger uppe på en höjd.Runt Březejc är det ganska tätbefolkat, med 134 invånare per kvadratkilometer. Närmaste större samhälle är Velké Meziříčí, 5,8 km väster om Březejc. Trakten runt Březejc består till största delen av jordbruksmark.